# Жорж Ебер
Жорж Ебер (фр. Georges Hébert; 27 квітня 1875 — 2 серпня 1957) — військово-морський офіцер, інструктор фізичної культури у французькій армії, теоретик і практик. Він розробив систему фізичного навчання і тренування la méthode naturelle (з фр. — «природний метод»), яка об'єднує розвиток фізичних навичок і тренування морально-вольових якостей.
Метод Ебера включав ряд різних запозичень:
- Роботу його попередника Франсіско Амороса, який опублікував в 1847 році «Нове повне керівництво з фізичного виховання, гімнастики і моралі» і яке охоплює весь спектр практичних рухових навичок
- Роботи викладача німецько-прусської гімнастики Фрідріха Людвіга Яна, який також, ймовірно, вплинув на ранню фізичну підготовку Корпусу морської піхоти США.
- Класичні уявлення про людське тіло в греко-римській скульптурі і ідеали давньогрецької гімназії
- Вплив Жоржа Демені (1850—1917), французького винахідника, хронофотографа, режисера і гімнаста, який підкреслив прогресивність і масштабованість тренування.

Ебер був одним з перших ідеологів паркуру, або смуг перешкод. Така форма фізичної культури є стандартом в багатьох арміях. Вона привела до розвитку цивільних змагань на природі, що включають гімнастичні колоди, сходи, мотузкові траси, а також фітнес-стежок (оздоровчих стежок) і мотузкових курсів.